# Nankaidō
Nankaidō (jap. 南海道, dosł. „obwód Morza Południowego” lub „region Morza Południowego”) – japoński termin geograficzny. Określa zarówno starożytny podział kraju, jak i główną drogę przez stary region geograficzny Japonii. Droga łączyła stolice prowincji.

Nankaidō

Nankaidō obejmowało ziemie prowincji Kii i Awaji sprzed okresu Meiji, a także cztery prowincje Awa, Sanuki, Tosa i Iyo, które tworzyły Sikoku.